# ロンゴス

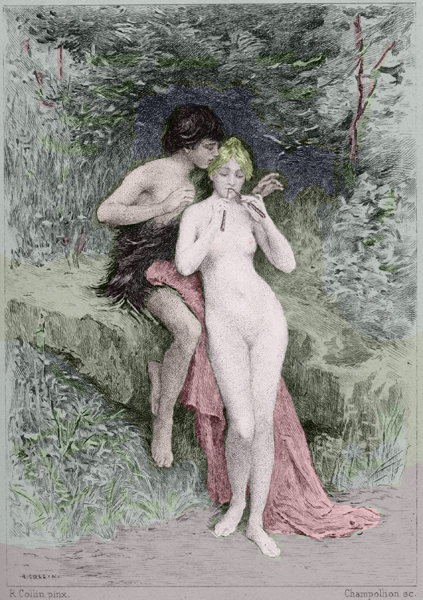
フランスの画家ルイーズ・マリ＝ジャンヌ・エルサンの『ダフニスとクロエ』、1810年代

ロンゴス（ギリシア語:Λόγγος、英語:Longus、Longosとも、生没年不詳）は、2世紀から3世紀のローマ帝国領内のエーゲ海に位置するレスボス島出身の小説家。
ロンゴスの代表作とされる恋愛小説『ダフニスとクロエ』の舞台がレスボス島であることを根拠にレスボス島の出身であると考えられているが定かではない。
ロンゴスの作品は全4部作からなる『ダフニスとクロエ』しか確認、現存されておらず、『ダフニスとクロエ』はフランスの作家、ジャック＝アンリ・ベルナルダン・ド・サン＝ピエールの小説『ポールとヴィルジニー』やフランスの作曲家、モーリス・ラヴェルのバレエ曲『ダフニスとクロエ』などと後世に伝わっている。